# Hasan Ceka
Hasan Ceka (* 25. August 1900 in Elbasan; † 11. Januar 1998 in Tirana) war ein albanischer Prähistoriker und Schriftsteller.

## Leben
Hasan Ceka besuchte bis 1910 eine türkischsprachige Grundschule in Mazedonien, bevor er wieder in seine Heimat Albanien zurückkehrte. Im November 1919 schickte ihn seine Familie nach Österreich, zunächst nach Wels, dann nach Linz. 
Nach dem Schulabschluss 1925 studierte er an der Universität Wien, wo er 1930 auch sein Studium abschloss. Danach spezialisierte er sich auf Archäologie. In Tirana leitete er das zu dieser Zeit noch kleine archäologische Museum und grub unter der Leitung von Léon Rey in Apollonia und unter Luigi Maria Ugolini in Butrint. Von 1942 bis November 1944 arbeitete er als Generalsekretär im Bildungsministerium. Nach dem Krieg arbeitete er weiterhin für das Museum. Von 1947 bis 1972 führte er Ausgrabungen in Apollonia, bis er in den Ruhestand trat. Sein Sohn ist der Archäologe und Politiker Neritan Ceka.

## Veröffentlichungen
- Ilirët dhe Iliria. Te autorët antike (= Burime të zgjedhura për historinë e Shqiperisë, Bd. I), Tirana 1965.
- Probleme të numismatikës ilire, me një katalog të monetave të pabotueme apo të rralla të ilirisë së jugut, Tirana 1967 (Probleme illyrischer Numismatik mit bis dahin unveröffentlichten Münzen).
- La Branche Sud de la Voie Egnatia, in: Manumentet 1 (1971) 25–35 (die Via Egnatia verband Durres mit Konstantinopel).
- Illyrie. Etudes et materiaux archeologiques, Bd. 1, 1971.
- Questions de numismatique illyrienne, avec un catalogue des monnaies d’Apollonie et de Durrhachium, Université d’Etat de Tirana, Institut d’Histoire, 1972.
- Inscriptions d’Apollonia d’Illyrie, Athen 1997.